# Phare Ákra Foniás
Le phare Ákra Foniás est situé au Cap Fonias, à l'est du canal Makronisi (qui sépare le continent de l'île du même nom), au sud de Lavrio et au nord-est du cap Sounion, Attique en Grèce.

## Caractéristiques
Le phare est achevé en 1889. Actuellement en ruine, sa lumière est déportée sur une structure métallique. Le phare était une tour de pierre au sommet de la maison du gardien. Une partie des murs de la maison est toujours en place.

## Codes internationaux
- ARLHS[1] : GRE-067
- NGA : 15612
- Admiralty[2] : E 4208

## Source
(en) [PDF] List of lights radio aids and fog signals - 2011 - The west coasts of Europe and Africa, the mediterranean sea, black sea an Azovskoye more (sea of Azov) (la liste des phares de l'Europe, selon la National Geospatial - Intelligence Agency)- Version 2011 - National Geospatial - Intelligence Agency - p. 269